# Pequeño dodecahemidodecacrono
En geometría, el pequeño dodecahemidodecacrono es el dual del pequeño dodecahemidodecaedro, y es uno de los nueve hemipoliedros. Visualmente es indistinguible del pequeño icosihemidodecacrono.
Dado que los hemipoliedros tienen caras que pasan por su centro, sus duales tienen sus correspondientes vértices en el infinito; más concretamente, en el infinito del plano proyectivo real. En los Modelos duales de Magnus Wenninger, se representan con prismas que se cruzan entre sí, cada uno de los cuales se extiende en ambas direcciones hasta el mismo vértice situado en el infinito para mantener la simetría. En la práctica, los prismas del modelo se cortan en un punto determinado para hacer factible su representación. Wenninger sugirió que estas figuras son miembros de una nueva clase de figuras de estelación, llamadas estelaciones hasta el infinito. Sin embargo, también sugirió que en sentido estricto no son poliedros, porque su construcción no se ajusta a las definiciones habituales.
El pequeño dodecahemidodecaedro tiene seis caras decagonales que pasan por el centro del modelo, mientras que el pequeño dodecahemidodecacrono tiene seis vértices en el infinito.